# Subprefeitura de Parelheiros
A Subprefeitura de Parelheiros é uma das 32 subprefeituras da cidade de São Paulo, sendo regida pela Lei nº 13.999 de 1º de agosto de 2002.
É composta por dois distritos: Parelheiros e Marsilac, que somados representam uma área de 353,5 km² e habitada por mais de 165 mil pessoas. É a subprefeitura que administra a maior área e a menos densamente povoada. Situado no extremo sul do município a 10 km do mar. 

## História
A região recebeu essa nomeação devido as "parelhas" que aconteciam entre os imigrantes alemães e os brasileiros (corridas de cavalo). Anteriormente era chamada de Santa Cruz. Em 1829 diversas famílias de imigrantes alemães foram mandados para colonizar a região, transformando o território em um local produtivo. Como primeira atividade econômica da região a extração de madeira se destacou, todo material extraído era fornecido para as serralherias de Santo Amaro que usavam a madeira bruta para produzir móveis e estruturas para construção civil. 
Sem contribuições do governo, o local degradou-se rapidamente e foi sendo abandonado aos poucos enquanto a população buscava novas oportunidades em locais mais centrais do município. 
Em 1940, a região de Parelheiros passou a receber considerável número de imigrantes japoneses, ajudando no desenvolvimento da agricultura e da região, o qual, transformou a região na maior área agrícola de São Paulo.
Exitem também algumas aldeias indígenas que preservam sua cultura e tradição mesmo no município de SP. Localizadas aproximadamente da Estrada da Barragem, essas tribos mantém seus costumes, religiões, culturas e línguas vivas.
A Cratera da Colônia é resultado do impacto de um corpo celeste que atingiu a região há milhões de anos. Esse importante marco ecológico possui 3,6 km de diâmetro e possui alguns lotes irregulares no território.
Sendo Parelheiros um importante patrimônio ambiental, sua importância para a cidade é notoriamente comprovada pela quantidade de riquezas naturais. O ex-prefeito Elard Biskamp almejava desenvolver o turismo da região, utilizando da imensa área verde e exótica da região, podendo assim contribuir com o desenvolvimento econômico de Parelheiros e com a melhora da qualidade de vida dos moradores locais. 

## Equipamentos públicos
- Banco do Brasil Parelheiros
- UPA Parelheiros[7]
- Hospital Parelheiros[8]
- 50° Batalhão de Polícia Militar Metropolitano
- 25º Distrito Policial de Parelheiros
- Guarda Civil Metropolitana - Destacamento de Parelheiros
- Terminal Parelheiros
- Corpo de Bombeiros Parelheiros
- Programa Acessa São Paulo
- Bom Prato
- Posto Público de Acesso a Internet
- Campeonato Municipal de Futebol Amador de São Paulo
- Educação[9]